# Дон Кіхот
«Премудрий гіда́льго Дон Кіхо́т з Лама́нчі» (ісп. El ingenioso hidalgo don Quixote de la Mancha) ─ роман іспанського письменника Мігеля де Сервантеса Сааведра.
Головний герой, Алонсо Кіхано ─ незаможний дворянин, що прочитав багато лицарських романів. Ці романи так ввійшли в його фантазію, що Кіхано став переконаний, нібито він мандрівний лицар. Разом із простим селянином, «зброєносцем» Санчо Пансою, самозваний Дон Кіхот Ламанчський вирушив на пошуки пригод. Дон Кіхот вибрав об'єктом своєї любові Дульсінею Тобоську — так мандрівний лицар нарік дівчину із сусідньої ферми. «Дульсінея» абсолютно не підозрює про Кіхотові почуття до неї, і практично ні разу не з'являється в романі.
«Дон Кіхот» ─ найвпливовіший літературний твір Іспанської Золотої Доби і вважається одним із найкращих романів взагалі.

## Вигадане походження
Сервантес створив вигадане походження історії. Він стверджує, що найняв історика-мавра, щоб перекласти арабський рукопис, який письменник знайшов у брудній квартирі в Толедо.

## Літературні особливості
Роман має епізодичну структуру. Хоча він і жартівливого характеру, друга частина ─ серйозний філософський роздум на тему обману. Дон Кіхот слугував джерелом натхнення не тільки в літературі, а й набагато пізніше в музиці і живописі, надихаючи Пабло Пікассо та Ріхарда Штрауса. Контраст між високим, худим, вигадливим та ідеалістичним Доном Кіхотом і товстим, присадкуватим, стомленим від життя Санчо Пансою ─ лейтмотив, що наслідувався багато разів після публікації книжки. Мрії гідальго ─ об'єкт образливих і жорстоких розіграшів у романі. Навіть вірний та простодушний Санчо ненавмисно був змушений обманювати його в деяких питаннях. Роман — сатира ортодоксальності, правдивості, точності та навіть патріотизму. В спробі вийти поза просту розповідь історії, щоб пояснити індивідуалізм своїх персонажів, Сервантес допоміг зменшити моду на літературно обмежені лицарські романи, які пародіював у своєму творі.
Письменник застосовував гру подібних слів, що ще збільшувало комічність «Дона Кіхота».
Світ простих людей, від пастухів до власників таверн, що фігурують в «Доні Кіхоті» був новаторським для тих часів. Персонаж Дона Кіхота став дуже відомим у світі, а слово «донкіхотський» перейняли багато мов. Фраза «боротьба з вітряками», що стосується одного з епізодів, стала синонімом марності зусиль. І через свій величезний вплив роман допоміг формуванню сучасної іспанської мови.

## Сюжет

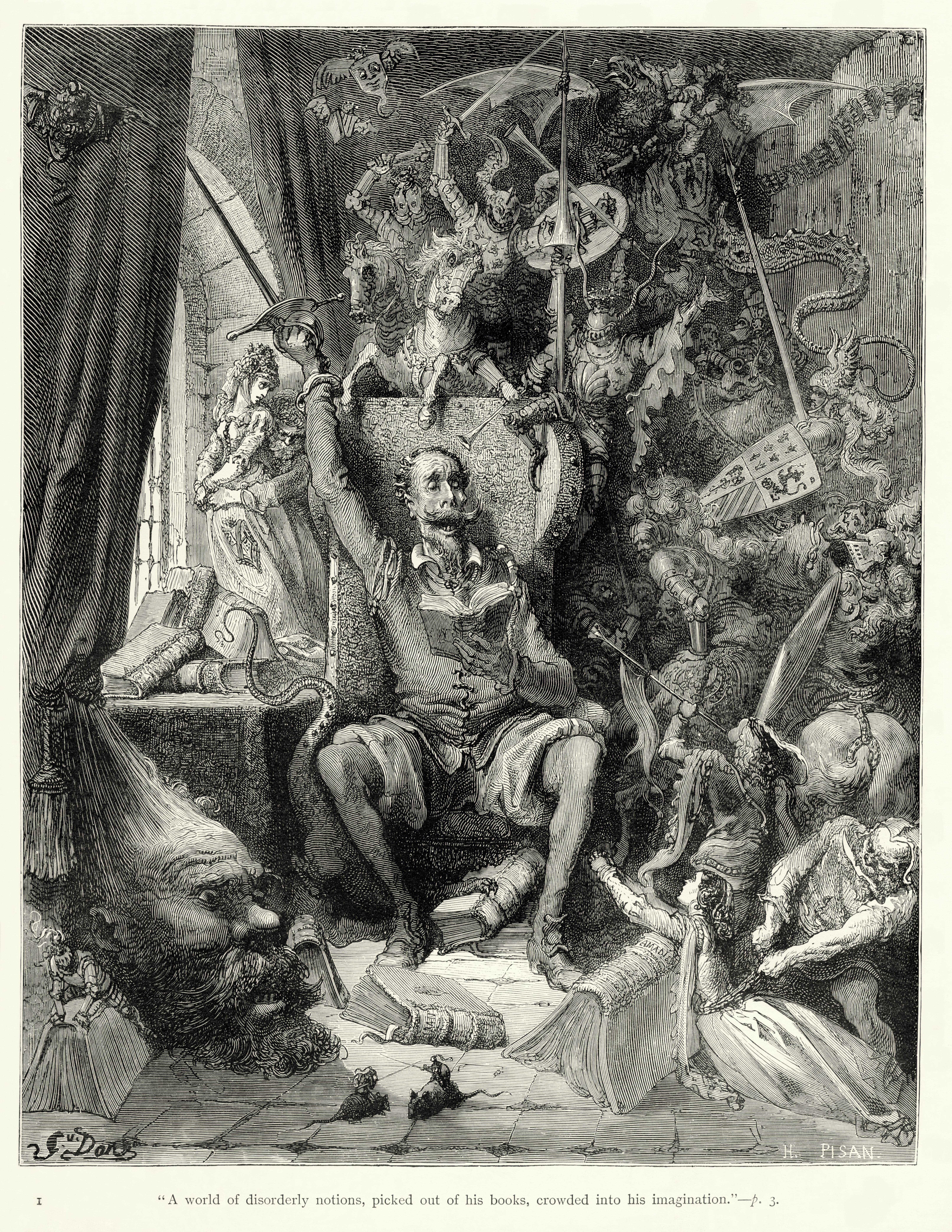
Гюстав Доре — Мігель Сервантес — Дон Кіхот — Частина 1 — Розділ 1 — Його уява переповнилась різними химерами, вичитаними з тих книжок

Перед першим розділом роману Сервантес помістив пролог, в якому просить пробачення за простий стиль свого твору та відсутності в ньому цитат. Перший розділ розпочинається розповіддю про характер і звички дворянина Алонсо Кіхано з Ламанчі: «В однім селі у Ламанчі — а в якому саме, не скажу — жив собі не так давно гідальго, з тих, що то мають лише списа на ратищі, старосвітського щита, худу шкапину та хорта-бігуна».
Головний герой («Літ нашому гідальгові до п'ятдесятка добиралося, статури був міцної, із себе худий, з лиця сухорлявий, зорі не засипляв і дуже кохався в полюванні» але «гідальго той гулящого часу — тобто замалим не цілий рік — водно читав лицарські романи з таким запалом і захватом, що майже зовсім занедбав не лише своє полювання, а й усяке господарювання») так любив читати лицарські романи, що говорив тільки про них і вірив кожному слову в них, попри те, що більшість подій там безсумнівно неможливі. Кіхот зрештою божеволіє через недосипання, нестачу їжі та багато читання. І він вирішує податися на пошуки пригод як мандрівний лицар. Він одягає старі лати, саморобний шолом, перейменовує себе в «Дона Кіхота Ламанчського», а свою хирляву шкапу називає Росинантом. Він назвав своєю коханою дівчину із сусідньої ферми Алонсу Лоренцо ім'ям Дульсінея Тобоська, в той час як вона нічого про це не знає.
Дон Кіхот вирушив у дорогу рано вранці та заночував у заїжджому дворі, що здавався йому замком. Він просить власника, якого сприйняв за повелителя замку, посвятити його в лицарі. Дон Кіхот проводить ніч, стоячи на варті над своїми латами. Вранці, коли погоничі мулів спробували витягнути лати з води, щоб дати мулам напитися, Дон Кіхот почав з ними бійку. Тоді хазяїн заїжджого двору «посвятив його в лицарі», порадивши йому найняти собі зброєносця та послав його в дорогу. По дорозі, Дон Кіхот побився з толедськими торговцями, які «образили» уявну Дульсінею, і звільнив хлопчика, якого прив'язав до дерева його хазяїн за те, що хлопчик мав нахабство спитати про свою заробітну плату. Дон Кіхот повернувся додому із своїм сусідом, Педро Креспо.
По поверненню Дон Кіхот почав складати план втечі з рідного села. Тим часом його племінниця, економка, парафіяльний вікарій та місцевий перукар непомітно спалюють більшість лицарських романів і замикають бібліотеку, кажучи Дону Кіхоту, що бібліотеку прокляв чаклун. Дон Кіхот, тим часом, пропонує іншому своєму сусідові Санчо Пансі стати його зброєносцем і обіцяє подарувати селянину посаду губернатора острова. Скоріше безрадісно Санчо погоджується, і на світанку вони обидва утікають із села. З цього місця починається серія їхніх пригод, починаючи з битви Дона Кіхота з вітряками, які йому здавалися лютими велетнями.
Хоча роман і жартівливий, друга частина ─ серйозний філософський роздум на тему обману. Мрії Дона Кіхота стали об'єктом жорстоких глузувань. Навіть Санчо був змушений обманути його. Зброєносець, зустрівши з Доном Кіхотом трьох сільських дівчат, сказав йому, що одна з них Дульсінея, а інші дві її служниці. А коли Дон Кіхот побачив тільки сільських дівчат перед собою, то Санчо запевняв Дона Кіхота, що він зазнав жорстокого прокляття, яке не дозволяє йому бачити правду. Коли Санчо зрештою отримує своє губернаторство на острові, він несподівано виявляє великі здібності, хоча в кінці все ж таки стається лихо. Роман закінчується повним зреченням Доном Кіхотом ілюзій. Він з сумом повертається до нормального життя, відмовляється від лицарства і, врешті-решт, помирає.

### Перша частина
Перша частина нараховує 52 розділи і починається прологом, в якому автор висміює ерудицію педантів і комічні поеми. В пролозі автор хвалить свій твір виправдовуючись тим, що він не зустрів нікого хто хотів би похвалити такий екстравагантний твір, як його роман.
Справді, йдеться, як каже парох (персонаж роману) в розділі 47 про "вільне письмо" вільне від норм, яке поєднує " ліричний, епічний, трагічний, комічний жанри" і в якому переплітаються історії різних жанрів,   наприклад історія про Хризотомо і пастушку Марселу, історія про полоненого, промова про воєнну справу і вченість, промова про Золотий Вік, перший виїзд самого Дон Кіхота і його другий виїзд із вірним зброєношею Санчом Пансою. Друга частина розповідає про його третій і останній виїзд.
Сервантес заявляє, що перші розділи взяті із "Архівів Ламанчі", а решта перекладена з арабської мови автора-мориска Сіда Амета бен Енгелі, чаклуна, який невидимо управляє Дон Кіхотом протягом всього роману. В ті часи це був поширений метод через несхвалення, яке викликав жанр роману.
Роман починається з опису бідного гідальго, точне ім’я якого буде розкрито лише в кінці твору: Алонсо Кіхано, родом з невизначеного села в Ламанчі, який божеволіє читаючи лицарські романи і приймає себе за середньовічного мандрівного лицаря. Він називає себе гучним імʼям — Дон Кіхот з Ламанчі ("кіхот" іспанська назва частини обладунку, що захищає верхню частину ноги), нарікає свого коня Росинантом (збільшене від шкапа), відновлює зброю предків і вибирає даму до закохання, Дульсінею Тобоську. Щоб ніхто його не бачив, він рушає в похід, в свій перший виїзд, але раптово він згадує, що не висвячений на лицаря. Отже, прибувши в корчму, яку він вважає замком, зустрічає корчмаря якого бере за власника замку, повій він приймає за дам із лицарських романів,а він вирішує провести тут «ніч перед посвятою в лицарі» і переконати корчмаря, щоб той висвятив його в лицарі.
Нарешті, під час сатиричної церемонії Дон Кіхот був висвячений на лицаря корчмарем, починаючи з цього моменту Дон Кіхот відновлює свою мандрівку з ще більшим ентузіазмом.Стаються різноманітні трагікомічні пригоди, в яких, мотивований добротою та ідеалізмом, він прагне «боротися з несправедливістю» та допомагати неблагополучним та нещасним людям. Він сповідує платонічну і глибоку любов до своєї дами Дульсінеї, яка насправді є молодою хліборобкою "гарною на вид", Альдонсою Лоренцо.
Під час своєї першої пригоди Дон Кіхот намагається врятувати молодого чоловіка на ймення Андрес від нагайки його хазяїна, що зрештою завдасть більшої шкоди молодій людині. Пізніше на перехресті він кине виклик групі торговців, вимагаючи від них визнати його даму за найкрасивішу у світі, хоча ті ніколи її не бачили. Безжалісно побитий одним із торговців, він був підібраний сусідом, який відвіз його верхи на коні до хутора де його виходили племінниця із клюшницею. Парох Перо Перез і сільський цирюльник очищають бібліотеку Дон Кіхота і спалюють частину книг, які зробили йому стільки зла; парох і цирюльник змушують його повірити, що це чарівники  викрали його колекцію. Посилання на маніпуляції чарівників буде постійним в оповіді, чарівники, які на кожному кроці деформують Дон Кіхотову реальність, дозволяюючи йому пояснити його невдачі.
Між першим і другим виїздом Дон Кіхот вимагає послуг зброєноші, у одного хлібороба на ймення Санчо Панса, якому він обіцяє золоті гори, зокрема поставити його губернатором королівства, яке він здобуде в своїх пригодах. Так зʼявляється інший ключовий персонаж роману, який дозволяє Дон Кіхоту вести діалоги і який врівноважуватиме його крайній ідеалізм.
Ще раз, під час свого другого виїзду, у супроводі його зброєноші Санчо Панси , Дон Кіхот вирушає через Кампо де Монтіель, щоб виконати свою нову роль. В цей момент історії відбувається найвідоміший епізод (розділ VIII): Дон Кіхот, попри попередження зброєноші, бʼється з гігантами, які не що інше як вітряки.
З цих пір нижуться численні пригоди,які переважно погано закінчуються. Однак під час своєї першої пригоди Дон Кіхот здобуває справжню перемогу перемігши сварливого біскайця в смертельному двобої, хоча він ставить у скрутне становище подорожню даму, яку він бажає захистити всупереч її волі. Незабаром господар і зброєноша стикаються із проблемами коли вони безжалісно побиті погоничами мулів через Росінанта, який наблизився до їхніх кобил. В жалюгідному стані Дон Кіхот і Санчо приїжджають до корчми де намагаються відпочити. Двоє головних героїв опиняються в центрі кумедного нічного скандалу, коли Дон Кіхот плутає у своїй уяві повію Маріторну з дочкою корчмаря, яка як він вірить  закохана у нього. Це пробуджує гнів погонича, який бʼє Дон Кіхота і Санчо Пансу. Наступного дня, після того як Дон Кіхот випробував магічний бальзам Фʼєрабраса, обидва знову вирушають, але перед цим група чесальників, що зупинилася в заїжджому дворі, розважається, підкидаючи Санчо Пансу на простирадлі.
Далі слідує одна з найбезглуздіших пригод Дон Кіхота: пригода зі стадом овець, у якій він плутає овець із двома арміями, які збираються битися. У своїй уяві він складає довгий опис головних воїнів, на подив Санчо. Зрештою Дон Кіхот бере участь і нападає на одну з отар, але пастухи швидко збивають його з коня. Тієї ж ночі Дон Кіхот нападає на процесію скорботних ченців-бенедиктинців, які супроводжують труну до могили в іншому місті. Потім лицар і зброєноша пильнують у ліс, де вони чують гучні звуки, які змушують Дон Кіхота повірити, що поблизу є інші велетні.
Наступного дня Дон Кіхот продовжує свою подорож у «високій пригоді та багатого завоювання шолома Мамбріна» (розділ XXI), у якому він вихоплює у цирульника таз, який можна знайти на більшості його зображень. Потім відбувається нова гротескна пригода, у якій Дон Кіхот спотворює ідеал лицарства до крайності, насильно звільняючи групу галерників, засуджених правосуддям короля. Галерники, з Хінесом де Пасамонте на чолі, дякують своїм визволителям, але коли Дон Кіхот наказує їм негайно йти до Тобосо, щоб розповісти Дульсінеї про цю пригоду, вони відмовляються здійснити таку подорож і переслідують своїх рятівників, кидаючи в них каміння.
Потім Дон Кіхот і Санчо вирушають до Сьєрра-Морени. Там з ними трапляються різні пригоди: дивне зникнення Русіо, осла Санчо, про яке не повідомляється в першому виданні і з’являється лише в пізніших версіях. Наслідуючи Амадіса Гальського, Дон Кіхот вирішує покаятися і певним чином відкриває здивованому Санчо свою найпотаємнішу таємницю, а саме, ким насправді є Дульсінея Тобоська. Вони зустрічають нового персонажа, Карденіо, який розказує про тривоги, викликані великим любовним розчаруванням. Дон Кіхот посилає Санчо віднести листа для Дульсінеї, що змушує зброєношу направитися до Тобосо.
У цей час його сусіди, священник і перукар пішли слідами Дон Кіхота. По дорозі вони зустрічають Санчо, якому брешуть про успіх своєї подорожі. Дорогою вони знаходять молоду дівчину на ім’я Доротея (сама, вона намагається залагодити сентиментальний роман із чоловіком, який забрав її честь) і переконують її взяти участь у складному плані, щоб відправити Дон Кіхота назад у його село. Вона представляє себе принцесою на ім'я Мікомікона, чиє королівство тероризує велетень. Переодягнена принцеса, священник і цирульник представляються Дон Кіхоту. Принцеса просить його супроводжувати її, щоб він убив велетня, щоб звільнити її королівство. Дон Кіхот погоджується, вони залишають Сьєрру й повертаються до корчми, того самого місця, де чесальники підкидали Санчо, використовуючи простирадло. Під час подорожі Санчо таємничим чином повертає свого осла Русіо.
У корчмі зустрічається низка другорядних персонажів і їхні історії переплітаються: Карденіо, його кохана Лусінда, його старий друг дон Фернандо та інші. Вони стикаються один з одним і вирішують свої сентиментальні конфлікти. Зі свого боку, Дон Кіхот викликає у всіх захоплення своїми промовами та своєю очевидною розсудливістю, але все одно дратує власника корчми своїми новими ідеями. Саме там відбувається знаменита битва проти міхів з червоним вином, які він приймає за велетнів, і процес із розлюченим власником мідниці, що вимагає її.
Дон Кіхот стає жертвою важкого жарту з боку Маріторни дочки корчмаря, що полягає в тому, що він залишити його висіти на одній зі стін корчми. Зрештою вони всі погоджуються, як контролювати Дон Кіхота: вони зв’язують його і змушують повірити, що він був зачарований, і поміщають його в клітку, в якій вони повертають його назад у своє село. Зі свого боку Санчо розуміє обман, але Дон Кіхот не звертає на нього уваги, вважаючи себе справді зачарованим. Після кількох пригод вони повертаються до свого села, де про нього піклується його племінниця та господиня будинку.
Так закінчується перша частина. Як епілог, у стилі лицарських книг, Сервантес імітує серію епітафій на честь Дон Кіхота і обіцяє третій виїзд.

### Друга частина

#### Попередні замітки
В пролозі Сервантес іронічно захищається від звинувачень Авеланади і нарікає на тяжкість письменницької праці: уява стає ненаситною, як голодний пес. В романі діють різні рівні реальності включаючи видання першої частини "Дон Кіхота", пізніше публікація другої фальшивої частини, яку прочитали дійові особи. Сервантес захищається від нісетниць, які були знайдені в першій частині, таких як таємнича поява Русіо, Санчового осла, після того, як він був викраденим Хінесом де Пасамонте чи тим що сталося з грошима, знайденими в шкіряній сумці в Сьєррі Морені і т.д. Таким чином, у другій частині Дон Кіхот і Санчо знають про редакційний успіх першої частини своїх пригод і вже стали відомими. Фактично деякі персонажі, які з'являються в другій частині прочитали першу частину і впізнають Дон Кіхота і Санчо Пансу. Крім того, передбачаючи майбутнє як Сервантес так і Дон Кіхот висловлюють думку, що роман стане класикою літератури і що образ гідальго в прийдешності буде сприйматися як символ Ламанчі. Сервантес, як гомодієгетичний оповідач, виступає як оповідач, так і як персонаж. Він пояснює, що втратив оригінальні тексти роману, які він пов'язує, літературним трюком із арабським автором (Сідом Аметом Бененгелі), але йому вдалося  іх дістати, щоб переклавши їх, продовжити роман. За словами сервантознавця Рут Файн, вибір такого фіктивного оповідача - це завуальована данина Авероесу, мусульманському, андалуському філософу і перекладачу  XII століття. Друга частина починається новим наміром Дон Кіхота знову вирушити в мандри і його приготуваннями, які зустрічають шалений опір його племінниці і клюшниці. Парох і цирюльник визнають Дон Кіхотове божевілля і з бакаляром Самсоном Карраско складають новий план, щоб затримати Дон Кіхота в його селі. Зі свого боку, Дон Кіхот поновлює пропозицію Санчу дати йому заповітний острів за те, що той стане його зброєносцем. Санчо дуже переймається ідеєю стати губернатором і змінити свій соціальний статус, тим самим провокуючи насмішки з боку своєї дружини, Терези Панси. Дон Кіхот і Санчо Панса вирушають втретє.

#### Третій виїзд: до Тобосо (розділи 8-10)
Під час третього виїзду (8 розділ) двоє чоловіків прямують до Тобосо, щоб відвідати Дульсінею, що ставить Санчо в тяжке становище, він боїться, що його брехня спливе назовні. В одному із найвдаліших епізодів роману (розділ 10) Санчові вдалося обдурити свого пана, змусивши його повірити, що Дульсінея зачарована і видати огрядну селянку за Дон Кіхотову даму серця, який розглядає її спантеличено: вона зовсім не схожа на омріяну  Дульсінею. Дон Кіхот в такій трансформації звинувачує чарівників, які їх переслідують. Зачарування Дульсінеї і те яким чином він намагатиметься її відчарувати є одним із сюжетів другої частини твору.

#### Різні зустрічі при виїзді з Тобосо (розділи 11-21)
Дон Кіхот, пригнічений, продовжує свій шлях. В одинадцятому розділі він натрапляє на акторів, що їдуть у фургоні, що представляє кортеж смерті. Вони глузуючи із Дон Кіхота змушують його лютувати. Побачивши, що актори озброєні Санчо переконує Дон Кіхота не вступати в бій і залишити місце. Одного разу вночі Дон Кіхот зустрічає так званого мандрівного лицаря, який відрекомендовується "лицарем дзеркал", який є не хто інший як перевдягнений бакаляр Самсон Карраско. Його супроводжує зброєноша, один із сусідів на ймення Томе Сесілья. Лицар дзеркал стверджує, що він переміг Дон Кіхота у попередньому двобої. Дон Кіхот його викликає на дуель. Лицар дзеркал приймає виклик, але за однієї умови: в разі перемоги лицаря дзеркал Дон Кіхот буде змушений повернутися в рідне село. Лицарі готуються до двобою, але через невезіння лицар дзеркал зазнає поразки: Дон Кіхот змушує його визнати його помилку. Щоб зберегти своє життя бакаляр визнає свою неправоту і принижено покидає поле бою, готуючись до помсти, яка матиме місце наприкінці роману. Ця неочікувана перемога як бальзам для душі, Дон Кіхот знову рушає в дорогу. Незабаром він зустрічає іншого лицаря, лицаря в зеленому пальті (розділ 16), який його супроводжуватиме протягом кількох днів. Потім відбувається одна із найексцентричних пригод Дон Кіхота, пригода з левами (17 розділ). Дон Кіхот випробовує свою сміливість змагаючись із левом, якого фургоном везли до королівського двору. На щастя, лев не приділяє йому жодної уваги, і Дон Кіхот задоволений. Щоб відзначити свою перемогу він вирішує змінити своє прізвисько змінивши лицар сумного образу на лицар левів. Дон Дієго де Міранда, чоловік  у зеленому пальто запрошує Дон Кіхота на кілька днів до себе.
Дон Кіхот продовжує свій шлях і зустрічає двох студентів, які прямують на весілля Камачо ель Ріко із красунею Кітерією. Протягом цього епізоду Дон Кіхоту вдається дивним чином вирішити суперечку, діставши визнання та вдячність молодят.

#### Епізод із Монтесіноською печерею (розділи 22-24)
Потім слідує низка автономних епізодів, перший з яких спуск в печеру Монтесіноса, в якій лицар засинає і йому сняться різні небелиці, яким не йме віри Санчо Панса через те що вони повʼязані із "зачаруванням" Дульсінеї. Цей спуск є пародією на один із епізодів першої частини " Дзеркала принців і лицарів" і відповідає спуску до підземного світу в епічних поезіях. Для Родрігес Марен це центральний епізод другої частини. Потім вони прибувають до корчми, яку Дон Кіхот визнає за корчму, а не за замок, що підкреслює факт того, що головний герой починає бачити речі такими як вони є, а не як в першій частині, коли він бачив речі відповідно до примх його уваги. Один майстер Педро, лялькар і власник мавпи віщунки, ніхто інший як Хінес де Пасамонте, відразу впізнає Дон Кіхота. Одного разу в полоні раптового нападу божевілля атакує театр маріонеток, розбиваючи його на шматки, проте він стверджує, що це чарівники ввели його в оману. Подорож продовжується, Дон Кіхот і Санчо Панса потрапляють в пригоду із ослячим ревінням: вони намагаються помирити два села, які сперечаються через старий жарт. Вони змушені тікати під загрозою арбалетів та вогнепальної зброї. Незабаром вони прибувають на берег Ебри, де відбувається пригода із зачарованим човном (розділ 29). Дон Кіхот і Санчо Панса сідають у маленький човен, Дон Кіхот вважає, що це зачарована подорож , але поїздка закінчується раптово, і два головні герої повинні стрибнути у воду.

#### Епізод у дука і дукині (розділи 30-57)
З 30 розділу до 57 розділу Дон Кіхот і Санчо Панса гостюють у замку дука і дукині, які прочитали першу частину роману. Перший раз Дон Кіхот і Санчо Панса мають справу із вершками іспанського дворянства і їх свитою придворних на зразок лицарських романів. Із своєї сторони дук і дукиня намагаються їм представити реальність таким самим чином, створюючи ситуації в яких Дон Кіхот може діяти як лицар. Насправді Дон Кіхота і Санчо Пансу вважають за двох блазнів, перебування в замку яких слугує для розваги дука та дукині. Витончено але безжалісно власники замку організовують серію фарсів, що висміюють головних героїв, які попри все довіряють їм до кінця. Тільки капелан замку повністю відкидає спектакль і звинувачує Дон Кіхота у відсутності мудрості.
Потім відбувається низка бурлескних епізодів: несподівана поява чаклуна Мерліна, який сповіщає, що Дульсінея зможе бути відчарована тільки, якщо Санчо три тисячі разів вдарить себе бичем по сідницях. Це зовсім не подобається зброєноші й відтоді починається постійна напруга між паном і слугою через це покаяння.

#### Санчо Панса губернатор острова Гармадармії (розділи 42-53)
Дук і дукиня, які прочитали першу частину, пропонують Санчу Пансі стати губернатором острова Гармадармії. Цей епізод чергується із перебуванням Дон Кіхота у дука і дукині.

#### Повернення в село і смерть Дон Кіхота (розділи 71-74)
В кінці другого тому Дон Кіхот, переможений лицарем блідого місяця (бакаляром Самсоном Карраско), повертається в своє село. Санчо просить його не журитися, а стати пастухом часто зображеним у буколічних історіх. Припинивши читання лицарських романів Дон Кіхот віднаходить розум і відтоді демонструє велику мудрість, перед тим як померти, оточеним прихильністю і захопленням своїх близьких.

## Історія публікації
Роман складається з двох частин, публікація яких розділена десятиліттям. Частина перша була надрукована в 1605 році, Частина друга — в 1615 році, уже після того як перша частина була неодноразово перевидана в Європі й здобула велику популярність. У другій частині автор глибше розкриває характер свого персонажа, вона менше зосереджена на дії, а більше на роздумах та діалогах.

## Культурне значення

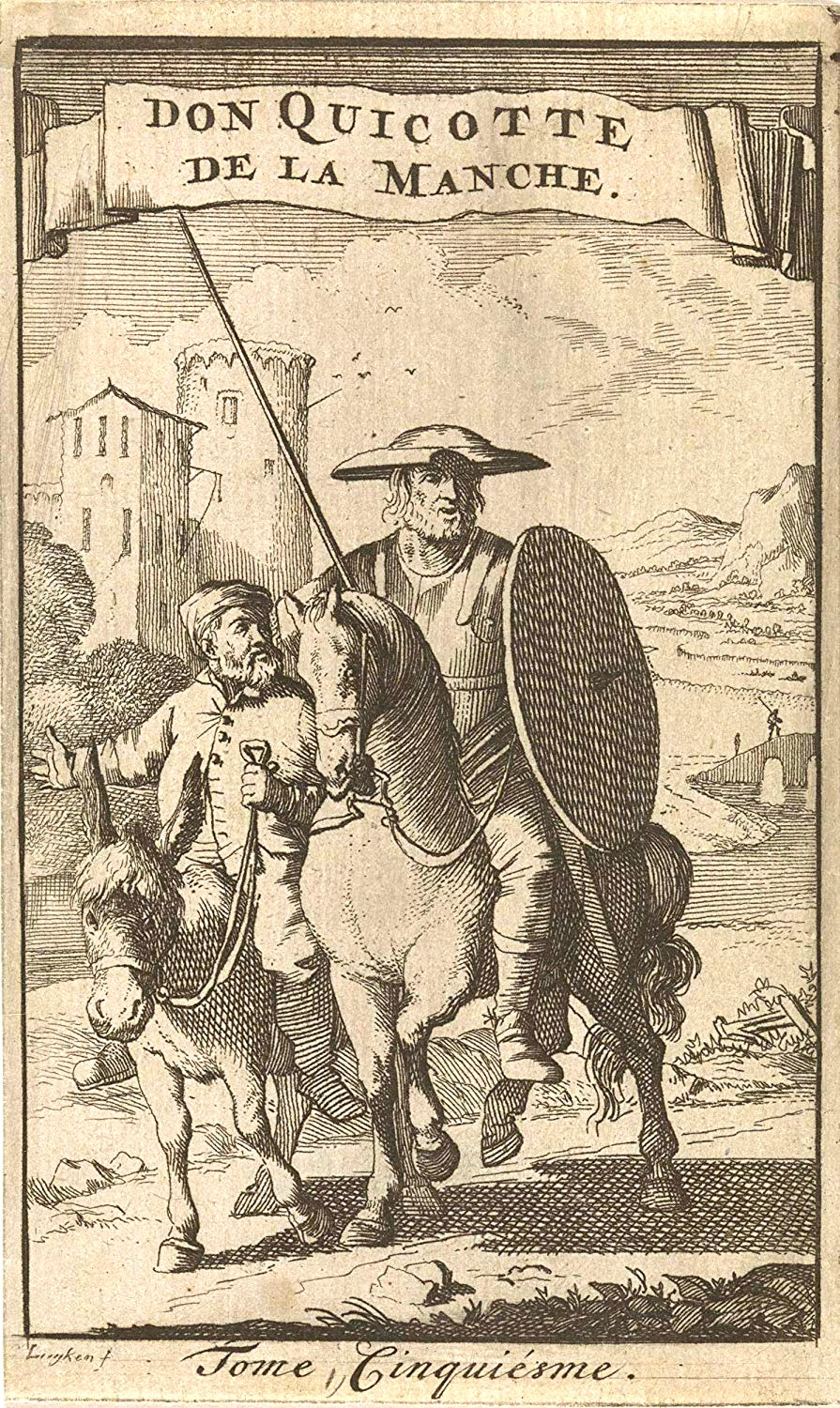
Каспар Луйкен. Фронтиспіс до видання 1696 р.

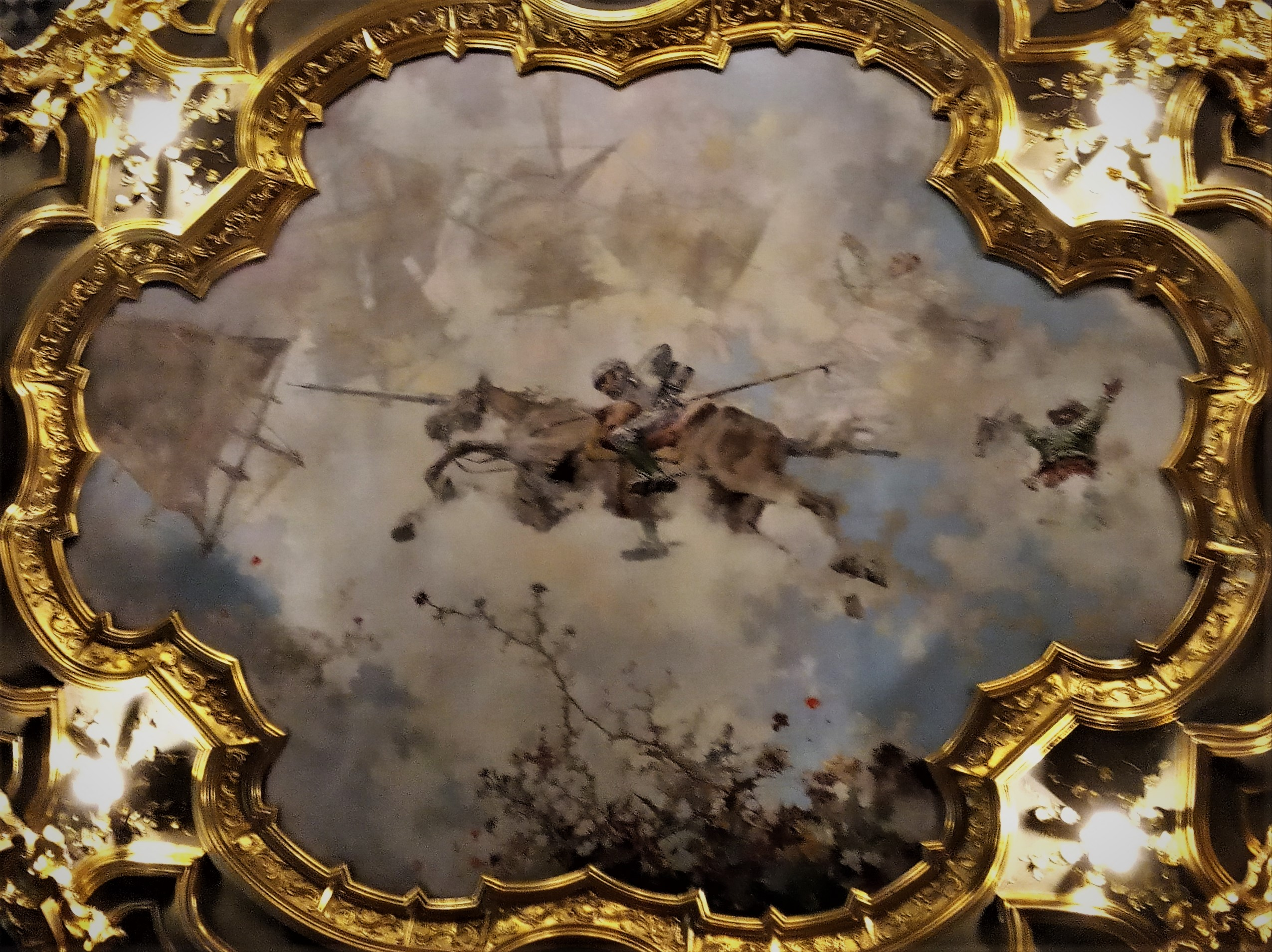
Барбудо Санчес. Плафон «Тріумф Дон Кіхота»

Роман Мігеля де Сервантеса збагатив культуру Європи. Імена його персонажів: Дон Кіхот, Санчо Панса, Дульсінея відомі практично кожному європейцю. В українській мові, наприклад, вживається дієслово «донкіхотствувати», яке означає боротися за шляхетну, безнадійну справу, як лицар навіть собі на шкоду. Ілюстрації до роману робило безліч європейських художників, серед яких —
- Гранвіль
- Оноре Дом'є
- Гюстав Доре
- Пікассо
- Хосе Сегрельєс та інші.

Успіх «Дон Кіхота» перетворив твір Сервантеса на взірець «сучасного роману» — приклад для письменників наступних століть.
У 20 столітті, коли Іспанія започаткувала перетворення країни на туристський край, усі більш-менш пов'язані з романом міста і села прикрасили скульптурами Дон Кіхота та Санчо Панси у стилістиці від реалізму до постмодернізму. Обидві постаті прикрасили величний монумент письменнику Сервантесу в Мадриді. Невеличкі монументи Дон Кіхоту можна зустріти в іспаномовних країнах Латинської Америки, де комічний гідальго ніколи не бував.
Музей мистецтв імені Богдана та Варвари Ханенків в Києві має в своїй збірці чотири гобелени за картонами митця з Франції Шарля Куапеля (1694—1752) на сюжети «Дон Кіхота». Гобелени виконала всесвітньо відома мануфактура в місті Брюссель.
Зала з гобеленами музею Ханенків має ще одного Дон Кіхота — на стелі. Плафон (живопис) для зали намалював іспанський митець Барбудо Санчес (1857—1917). На плафоні невмирущий лицар дає бій вітрякам.
Містечко Каслі в глибинці Росії відоме й тим, що зробило з чавуну фігурку Дон Кіхота, який читає книжку. Можливо, то черговий чудернацький роман про пригоди лицарів, які так охоче ковтав герой роману Сервантеса.
Свою інтерпретацію образів роману дав і відомий художник-графік Бродський Савва Григорович (1923—1982). Він сам репрезентував свої літографії в Іспанії, де отримав визнання та гучний успіх.
Серію картин, присвячених Дон Кіхоту, створив російський художник Коржев Гелій Михайлович (1925 р.н.))
У музичному мистецтві також є звернення до цього твору. Наприклад, Ріхард Штраус у 1897 написав однойменну симфонічну поему.

## Галерея

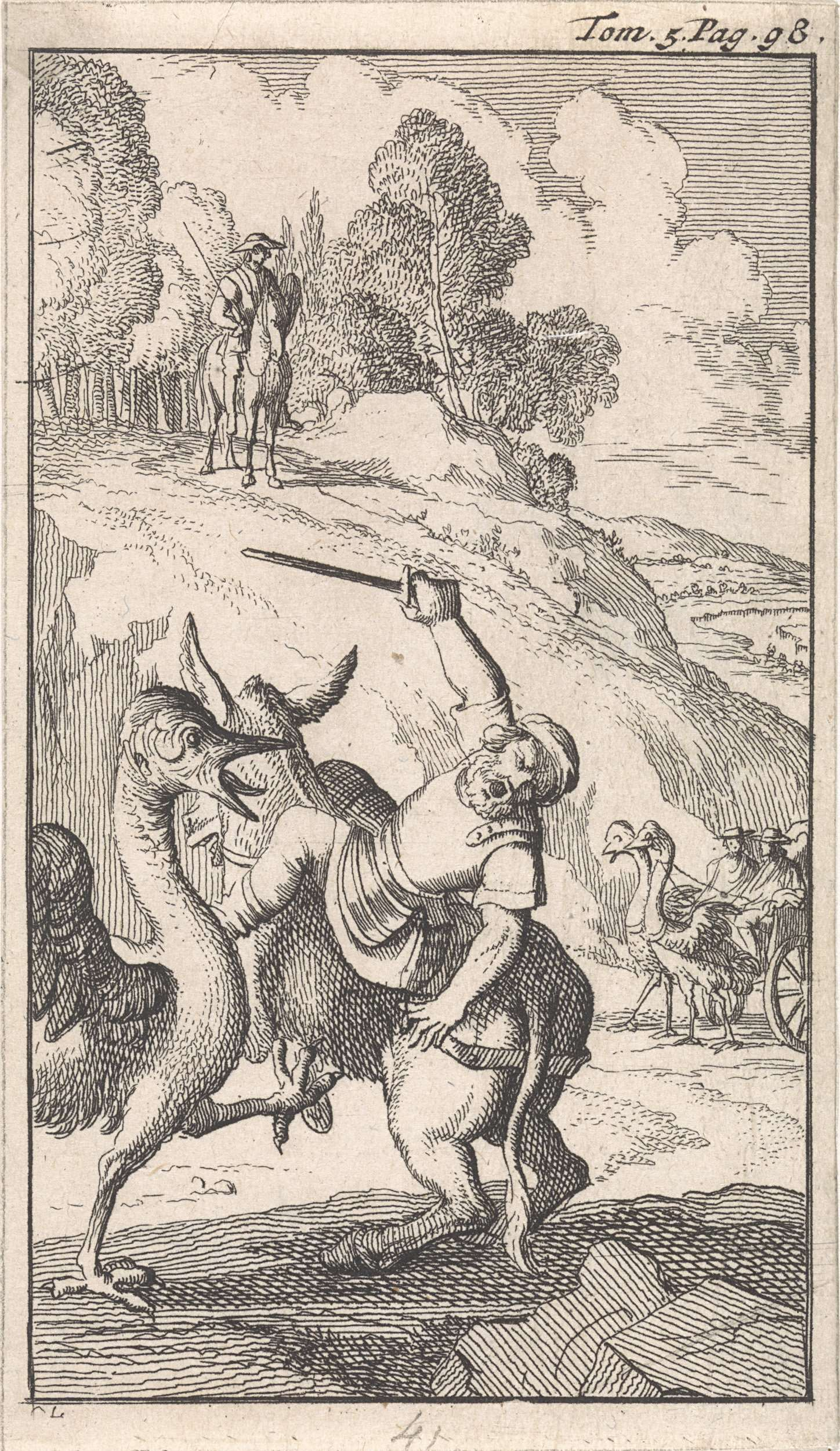
Каспар Луйкен. «Боротьба Санчо з страусом», 1696 р.
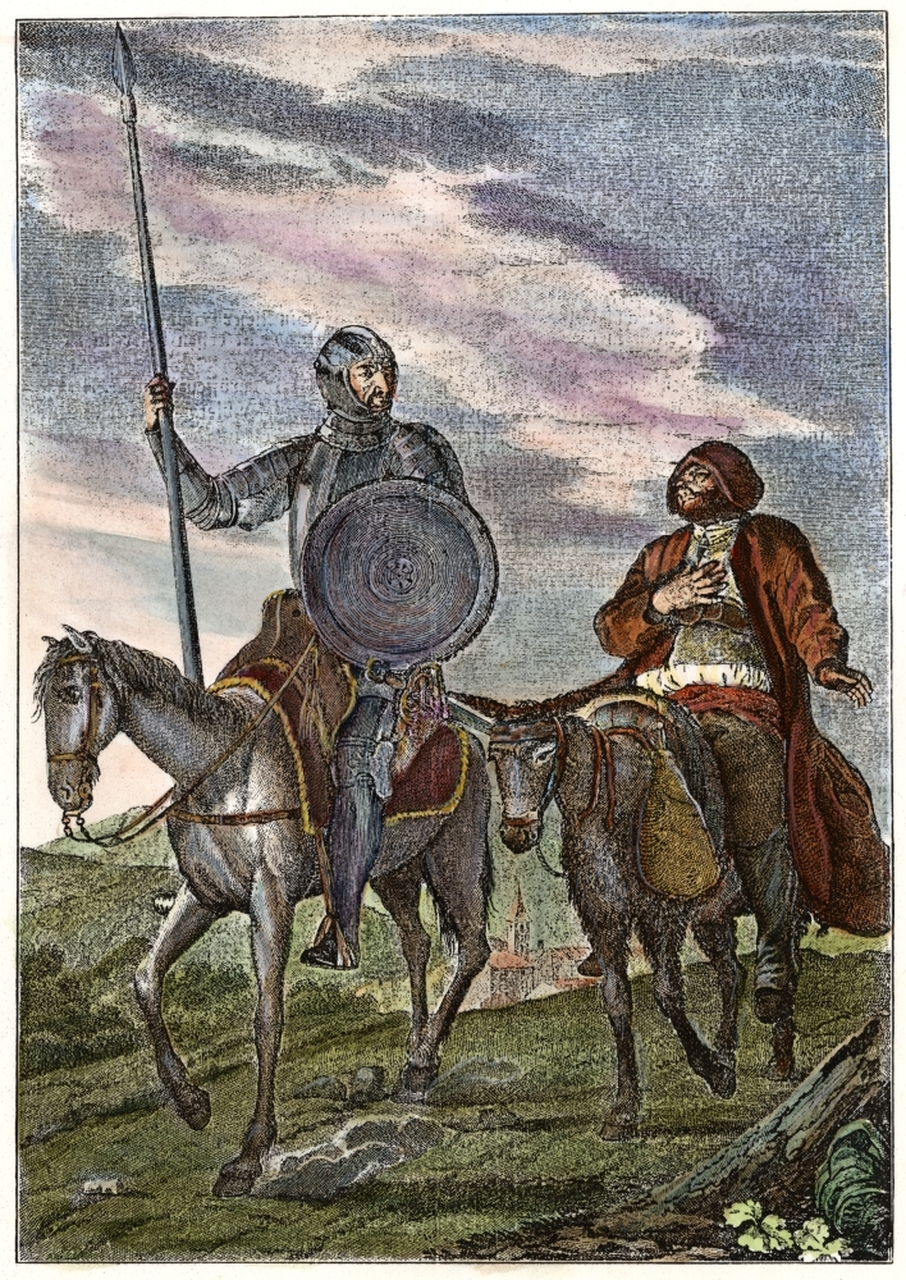
Фронтиспіс з мадридського видання 1780 р.
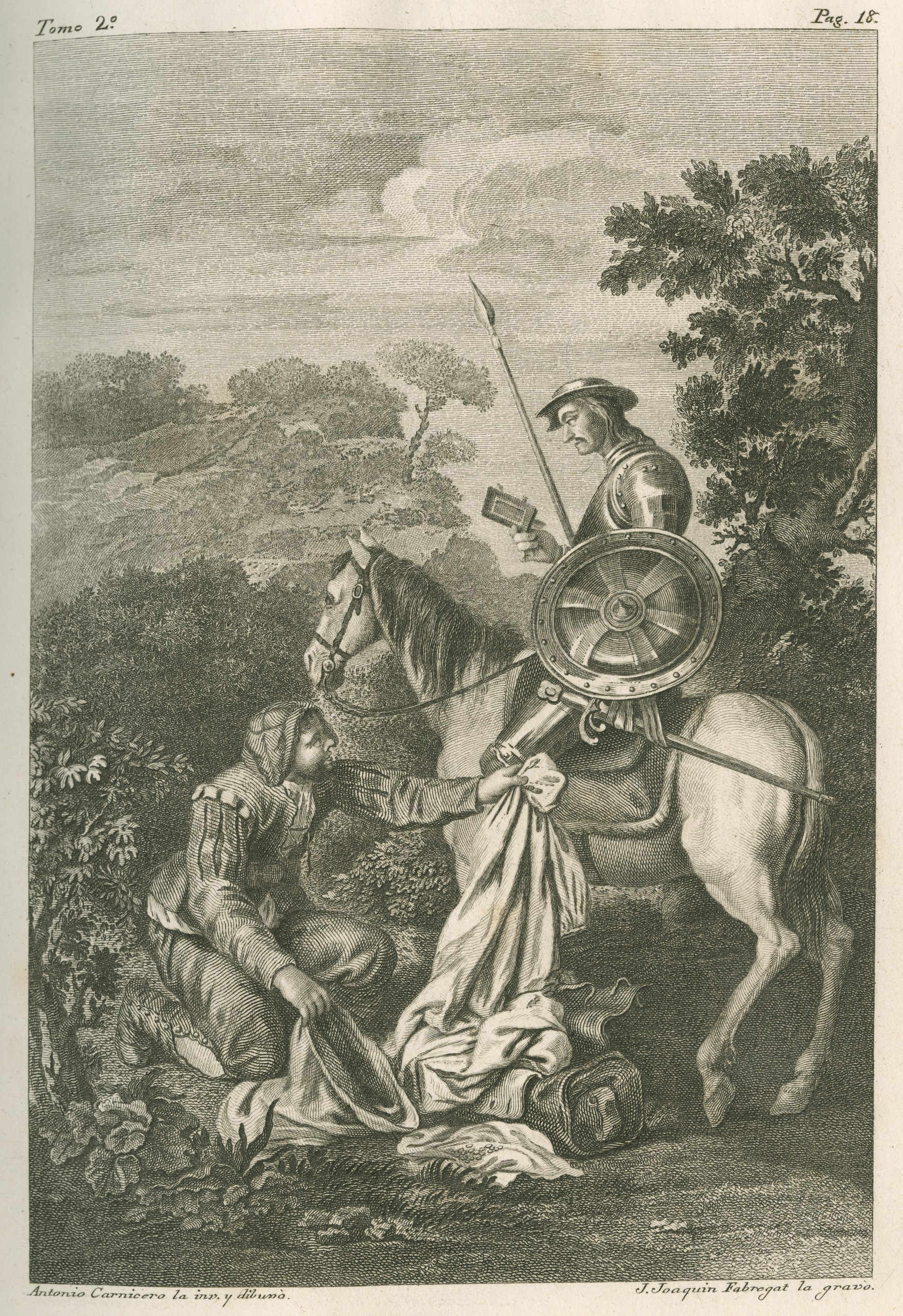
Ілюстрація з мадридського видання 1780 р.
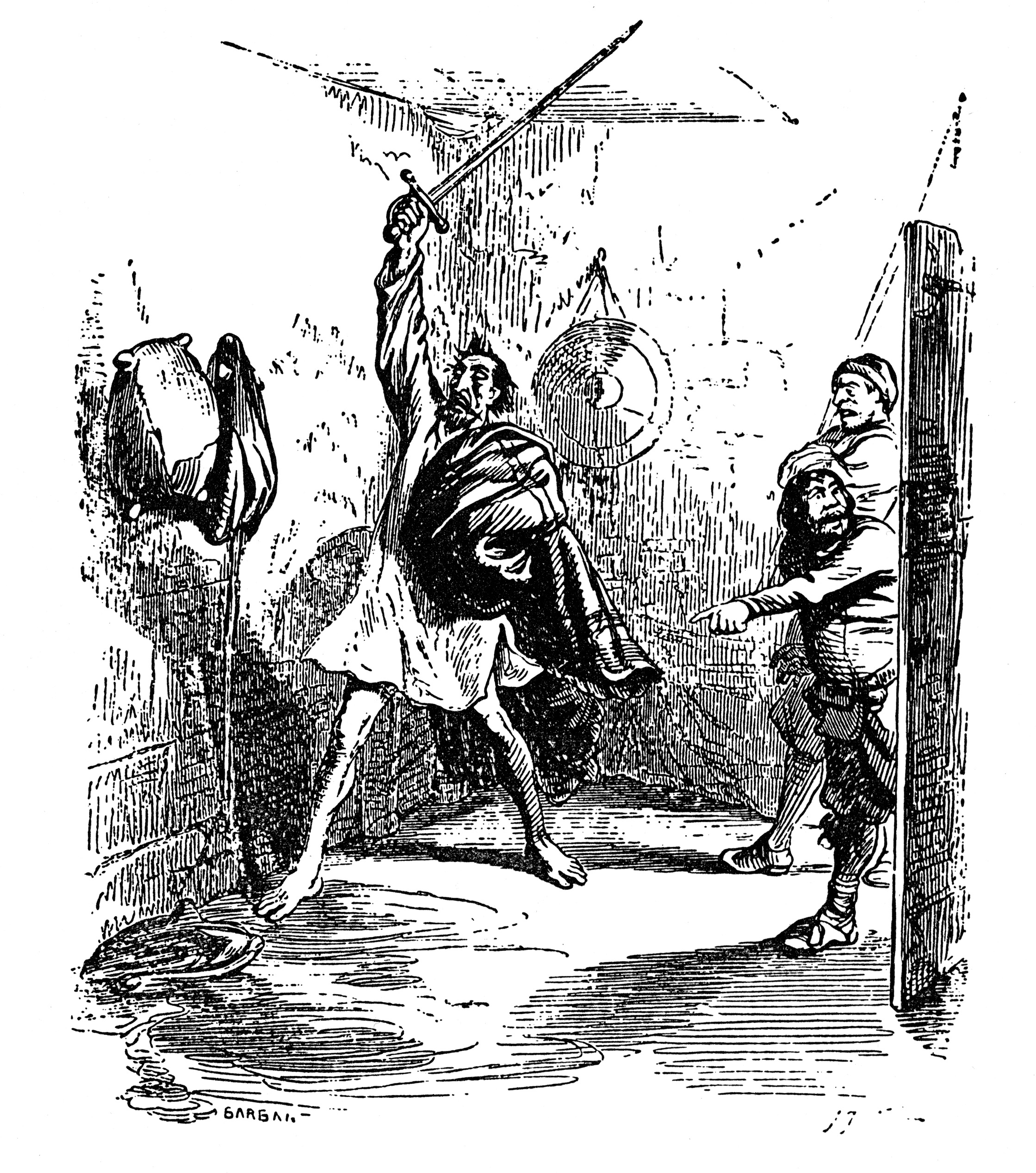
Худ. Гранвіль. Ілюстрація до роману «Дон Кіхот». Гранвіль, 1848 р.
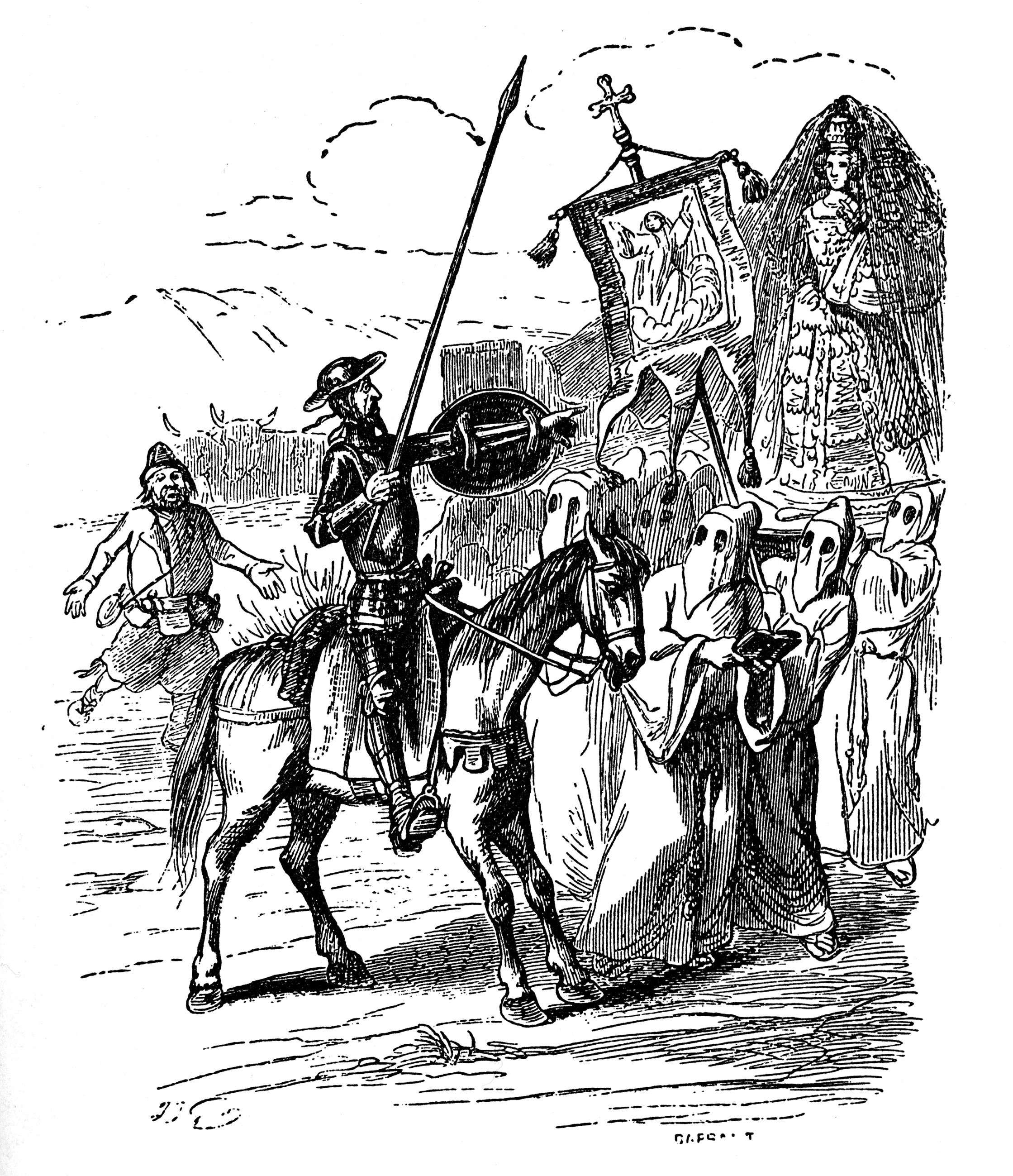
Гранвіль. Ілюстрація до роману «Дон Кіхот», 1848 р.
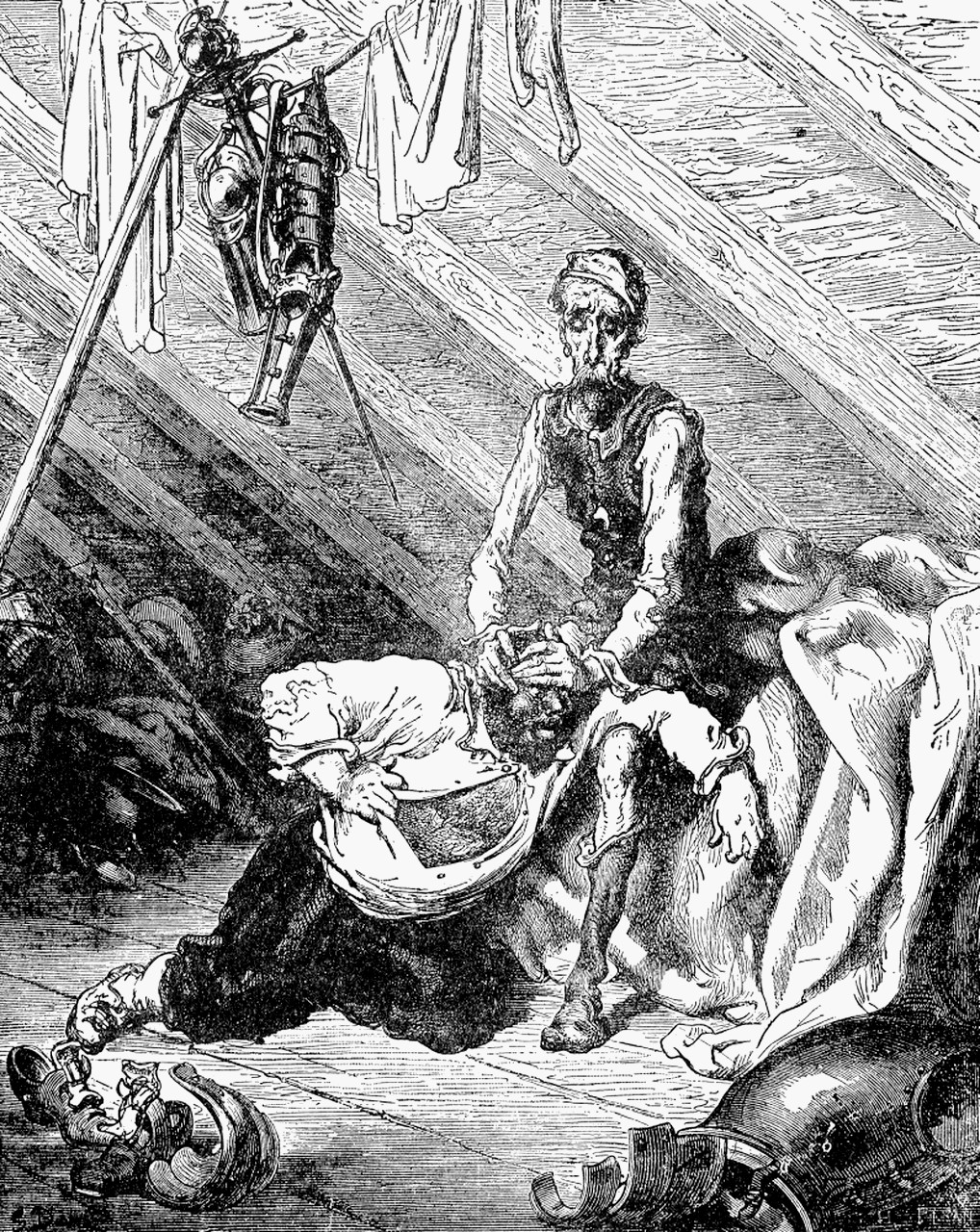
Ілюстрація Ґюстава Доре з видання 1863 р.
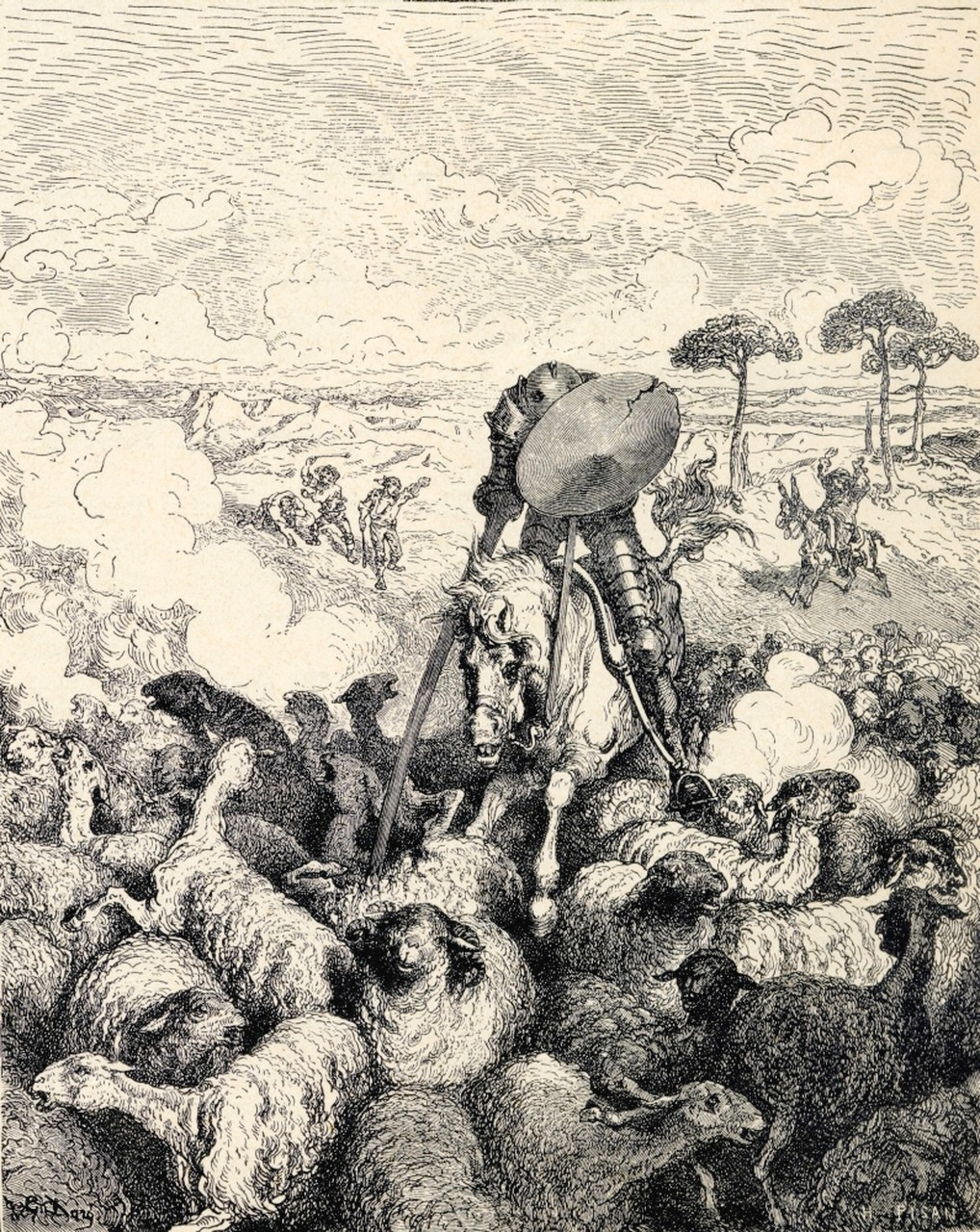
«Боротьба Дон Кіхота із стадом овець». Ілюстрація з тижневика «Die Gartenlaube». Лейпциг, 1905
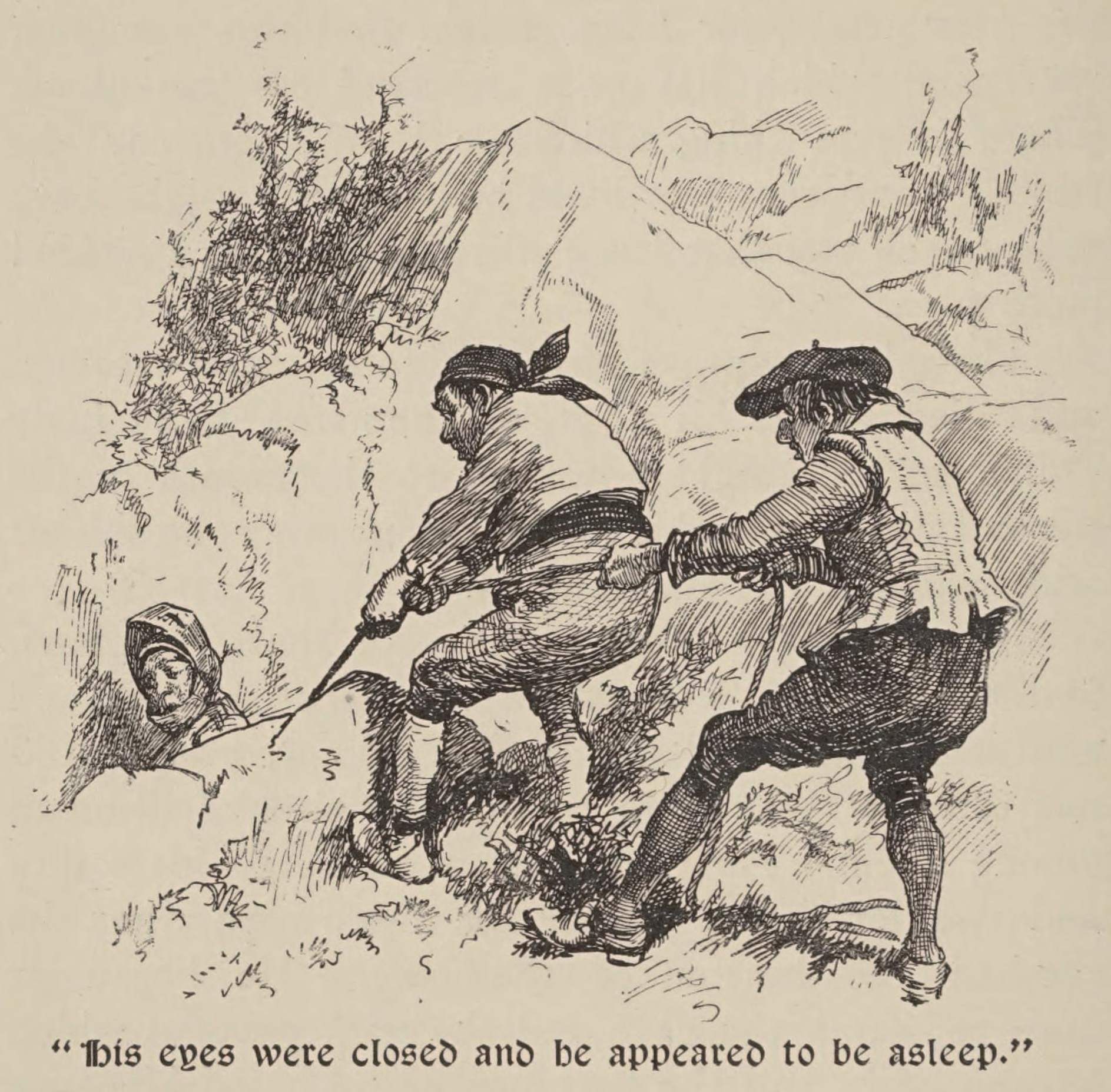
«Його очі були заплющені, і він, здавалося, заснув». Ґордон Фредерік Браун, 1921 р.
Малюнок Пікассо для журналу Луї Арагона Les Lettres Françaises (1955 р.): випуск тижневика був присвячений 350-річчю великого роману.
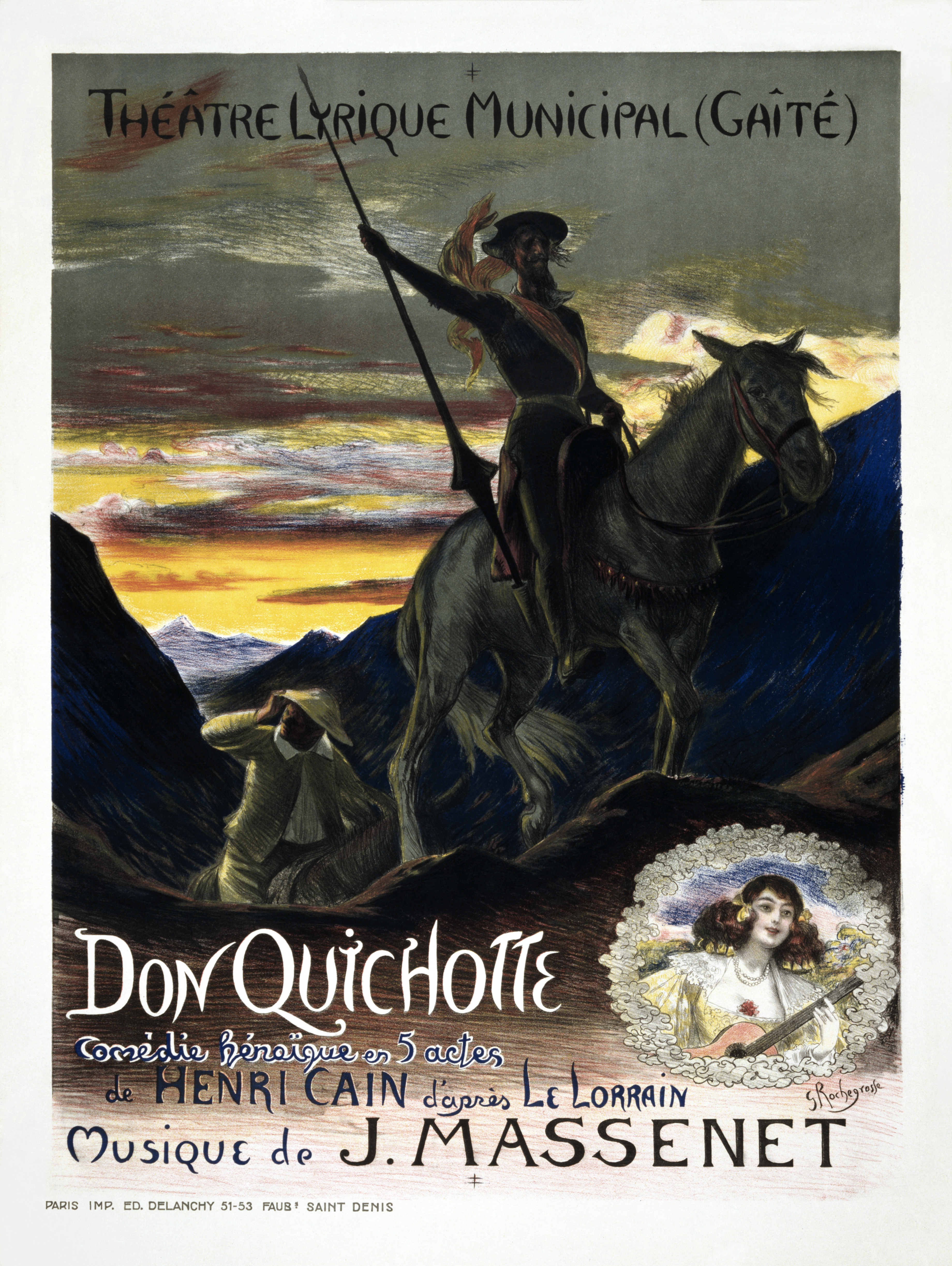
Афіша до опери «Дон Кіхот», композитор Массне.
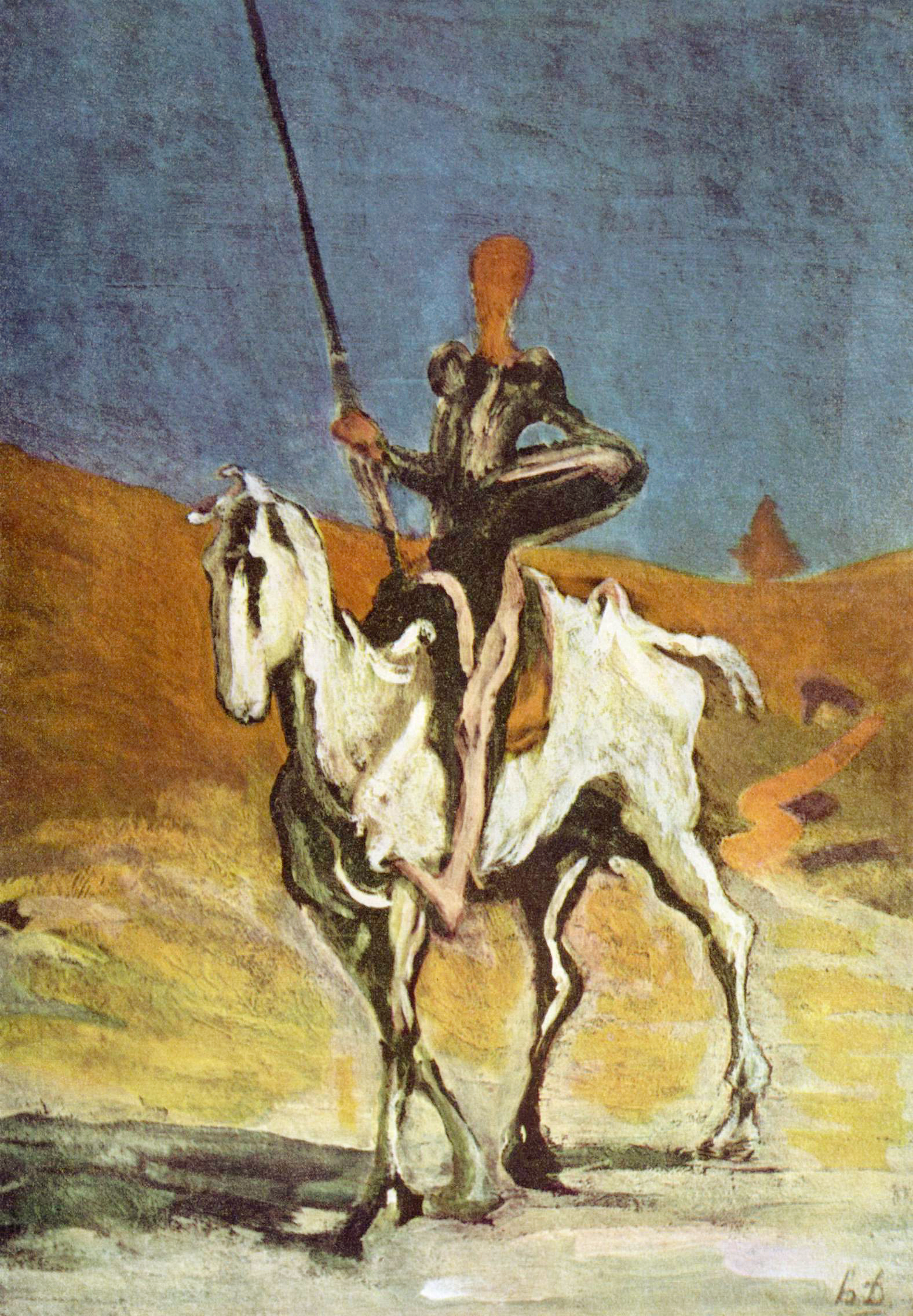
Худ. Оноре Дом'є. Дон Кіхот, не довершено.

## Екранізації
- «Don Quijote de la Mancha» (1947) — реж. Рафаель Гиль (Іспанія)
- «Дон Кіхот» (1957) — реж. Г. Козінцев, СРСР, студія Ленфільм
- «Чоловік з Ла-Манчі» («Man of La Mancha», 1972)  — реж. Артур Хіллер (Produzioni Europee Associati, Unated Artists) Фільм демонструвався в радянському прокаті
- «Життя Дон Кіхота і Санчо Панса» («Цховреба Дон Кіхотиса да Санчо Пансасі», 1988)  — реж. Резо Чхеідзе, студія «Грузія-фільм» (СРСР)
- «Don Quixote» (телефільм, 2000)  — реж. Пітер Йєтс (Hallmark Entertainment, Turner Network Television)

## Переклади українською

Українське видання Дон Кіхота в перекладі Миколи Лукаша й Анатоля Перепаді, 1995

### Історія перекладів
1910-1920-х роках над перекладом всього «Дон Кіхота» довгий час працював український письменник Володимир Самійленко (1864—1925), проте його рукопис було втрачено (про цю втрату є згадка в сонеті Миколи Зерова «Самійленко»).
Перший український переклад, чи, точніше, скорочений віршований переспів першої частини «Дон Кіхота» Сервантеса зробив Іван Франко. Цей переклад вперше було опубліковано в 1891 році у Львові у журналі «Дзвінок», 1891, № 2–7, 9, 11–23. Наступного року, у 1892, цей же текст без змін видано окремою книжкою з передмовою "Мігуель Сервантес і його «Дон-Кіхот». Друге виправлене та доповнене видання поеми «Пригоди Дон-Кіхота» вийшло 1899 році у Львові, а третє, також поправлене, — у 1913 році. Пізніше цей Франковий скорочений віршований переклад «Дон Кіхота» кілька разів перевидавався, зокрема у 1941 році він увійшов до 12-го тому 25-томника праць Франка, а у 2013 році його знову видали окремим виданням.
У 1924 та 1925 двома книгами у львівському часописі «Молода Україна» виходить скорочена переповідка твору для молоді зроблена Антіном Лотоцьким під назвою «Високодумний лицар Дон Кіхот із Манчі» у серії "Бібліотека «Молодої України». Згодом у 1927 це й же переклад Лотоцького друкувався у львівському часописі «Літературно-науковий Вісник» (кн. 2 т. за 1927 рік).
У 1927 році з'явився скорочений український переклад «Дон Кіхота» Миколи Іванова, що неодноразово перевидавався у різних видавництвах, зокрема у 1935, 1936, 2007, 2010, 2011 та 2018 роках. Переклад не ідеальний, бо, по-перше, він скорочений, а по-друге, як зазначав Микола Лукаш «переклад Миколи Іванова […] дуже залежить від російських версій [перекладу Дон Кіхота]».
У 1955 році був опублікований скорочений український переклад Дон Кіхота у виконанні Василя Козаченка та Євгена Кротевича, але вадою цього перекладу була його вторинність, адже перекладачі його перекладали не з іспанського оригіналу, а з російського скороченого перекладу Миколи Любимова. За свідченням українського літературного критика Григорія Кочура, «навіть прислів'я і приказки, якими так охоче сипле в романі Санчо Панса, були скальковані з російської» й єдиним вартісним, що було у цьому перекладі, були «хіба що поетичні вставки, які переклав [з іспаномовного оригіналу] Микола Лукаш». Цей переклад-з-перекладу нищівно критикували також українські перекладачі, включно з Миколою Лукашем, який у своїй доповіді на Республіканській нараді перекладачів у Києві 1956 року нарікав найбільше саме на український переклад «Дон-Кіхота» Козаченка та Кротевича, що підтверджується великим листом-відповіддю Лукашу написаного опісля Козаченком та Кротевича. На цій же Республіканській нараді перекладачів у Києві 1956 року головуючий на засіданні Леонід Новиченко підсумував критику цього перекладу тезою, що «На такий переклад треба видумувати статтю карного кодексу. Це страшна компроментація української літератури, української мови, а вже не кажу про престиж цих авторів, хоча один з них мій друг, але він дорівнює зараз нулю. Це несусвітна халтура. Я не думаю, що перекладач може себе поважати, коли зробив блюзнірство з класики і української мови, а потім буде скаржитися, що Книгторг з деякими побоюваннями підходить до розповсюдження літератури, виданої українською мовою. Хто буде читати такий переклад? Треба буде звернутися до органів юстиції для запобігання таких перекладів.» Пізніше у 1957 році у літературно-перекладацькій збірці Питання Перекладу (Київ: Держлітвидав УРСР, 1957), посилаючись на доповідь Лукаша на Республіканській нараді перекладачів у Києві 1956 року, Марія Пригара назвала переклад Дон Кіхота виконаний Кротевичем/Козаченком «ганебним ляпсусом». Зауважте, що у багатьох українських літературознавчо-перекладацьких працях помилково вказано що переклад 1955 року Козаченка/Кротевича став першим повним україномовним перекладом Дон Кіхота (див., наприклад, Лада Коломієць Український художній переклад та перекладачі 1920-30-х років (Вінниця: Нова книга, 2015) та насправді цей переклад-з-перекладу був скороченим варіантом роману, оскільки першоджерело-переклад російською Ніколая Любімова було скороченим варіантом роману.
У 2011 з'явився скорочений український переклад «Дон Кіхота» Богдана Лети у видавництві KM-Books, що неодноразово перевидавався у цьому ж видавництві, зокрема у 2012 та 2019 роках.
Повний український переклад з оригіналу мав на меті здійснити видатний український перекладач Микола Лукаш, проте за життя не встиг довершити другий том роману. Згодом неперекладені Лукашем частини другого тому роману допереклав спочатку Анатоль Перепадя у 1995 році (цей переклад Лукаша зі вставками перекладу Перепаді у другому томі був виданий у 1995 та 2005 роках у київському видавництві Дніпро та у 2008 році у харківському видавництві Фоліо), а пізніше у 2017 році їх заново допереклав Євген Тарнавський (цей переклад Лукаша зі вставками перекладу Тарнавського у другому томі був виданий у 2017 та 2019 роках у харківському видавництві Фоліо), оскільки, як відомо, після смерті Перепаді у 2008 році його родичі-правовласники своїми вимогами про захмарні гонорари фактично заблокували перевидання всіх україномовних перекладів Перепаді.

### Список українських видань
Скорочені переклади
Переклад Івана Франка:
- Мігель де Сервантес. Пригоди Дон Кіхота. З іспанської повісти переробив: Мирон (псевдонім Івана Франка). Львів. 1892. 117 стор.
  - (нове доповнене видання) Мігель де Сервантес. Пригоди Дон Кіхота. З іспанської переробив: Іван Франко. Львів: З друкарні Наукового Товариства імени Шевченка. 1899. (видання 2, поправлене і доповнене). 151 стор. (переглянути у е-бібліотеці Чтиво [Архівовано 18 жовтня 2016 у Wayback Machine.])
  - (нове доповнене видання) Мігель де Сервантес. Пригоди Дон Кіхота. З іспанської переробив: Іван Франко. Львів: Накладом Українсько-руської видавничої спілки. 1913. (видання 3, поправлене). 151 стор. (jpeg libr.dp.ua [Архівовано 19 липня 2020 у Wayback Machine.] та jpeg elib.nlu.org.ua [Архівовано 17 липня 2020 у Wayback Machine.])

Переклад Антіна Лотоцького
- Мігель Сервантес. Високодумний лицар Дон Кіхот із Манчі (у 2 книгах), книга 1. З іспанської переповів для молодіжі: Антін Лотоцький. 1924. Львів: Молода Україна. 188 стор. (серія "Бібліотека «Молодої України»), Том 4)
- Мігель Сервантес. Високодумний лицар Дон Кіхот із Манчі (у 2 книгах), книга 2. З іспанської переповів для молодіжі: Антін Лотоцький. 1925. Львів: Молода Україна. 335 стор. (серія "Бібліотека «Молодої України»), Том 6)

Переклад Миколи Іванова:
- Мігель де Сервантес. Вигадливий ідальго Дон Кіхот з Ламатча. З іспанської переклав і скоротив: Микола Іванов. Харків: Державне видавництво України. 1927. 365 стор. (пізніше перевидання: Харків: Дитвидав, 1935; Харків/Одеса: Дитвидав, 1936)
  - (перевидання) Мігель де Сервантес. «Дон Кіхот». З іспанської переклав і скоротив: Микола Іванов; малюнки: Густав Доре. Київ: Школа, 2007. 464 стор. («Бібліотека шкільної класики»). ISBN 966-661-636-X («Школа»). — ISBN 966-339-485-4 (Національний книжковий проект)
  - (перевидання) Мігель де Сервантес. «Дон Кіхот». З іспанської переклав і скоротив: Микола Іванов. Київ: Національний книжковий проект, 2010. 464 стор. («Бібліотека шкільної класики. Обов'язкова програма 8 клас»). ISBN 978-617-592-131-9 (перевидання у 2011 з тим же ISBN)
  - (перевидання) Мігель де Сервантес. «Вигадливий ідальго Дон Кіхот Ламанчський». З іспанської переклав і скоротив: Микола Іванов; малюнки: Густав Доре. Київ: Веселка; Тернопіль: НК-Богдан, 2010. 351 стор. мал. (Бібліотека світової літератури для дітей у 100 томах «Світовид». Серія перша. Від давнини до Нового часу). ISBN 978-966-01-0402-0 («Веселка»), ISBN 978-966-10-1726-8 («НК-Богдан»)
  - (перевидання) Мігель де Сервантес. «Дон Кіхот». З іспанської переклав і скоротив: Микола Іванов. Київ: Знання, 2018. 352 стор. («Класна література»). ISBN 978-617-07-0632-4

Переклад Василя Козаченка та Євгена Кротевича
- Мігель де Сервантес Сааведра. Дон Кіхот. Скорочений переклад з російської:[21] Василь Казаченко та Євген Кротевич (вірші в перекладі з іспанської Миколи Лукаша). Київ: Молодь. 1955. 561 стор.

Переклад Богдана Лети:
- Мігель де Сервантес. Вигадливий ідальго Дон Кіхот Ламанчський. Скорочений переклад з іспанської: Богдан Лета; ілюстрації: Олена Чичик. Київ: Країна Мрій, 2011. 269 стор. мал. (Всеволод Нестайко радить прочитати). ISBN 978-617-538-077-2 (перевидання з тим же ISBN у 2012, та з ISBN 978-966-948-279-2 у 2019)

Повні переклади
Переклад Миколи Лукаша та Анатоля Перепаді
- Мігель де Сервантес Сааведра. Премудрий Гідальго Дон Кіхот з Ламанчі. Переклад з іспанської: Микола Лукаш (Анатоль Перепадя переклав окремі розділи). Київ: Дніпро. 1995. 702 стор. ISBN 9785308008903
  - (перевидання) Мігель де Сервантес Сааведра. Премудрий Гідальго Дон Кіхот з Ламанчі. Переклад з іспанської: Микола Лукаш (Анатоль Перепадя переклав окремі розділи). Київ: Дніпро. 2005. 704 стор. (Бібліотека світової літератури). ISBN 966-578-180-4
  - (перевидання) Мігель де Сервантес Сааведра. Премудрий Гідальго Дон Кіхот з Ламанчі (у 2-ох частинах). Харків: Фоліо, Київ: Інститут літератури ім. Т. Г. Шевченка НАН України. 2008. (Бібліотека світової літератури).
    - Мігель де Сервантес Сааведра. Премудрий Гідальго Дон Кіхот з Ламанчі (у 2-ох частинах, частина 1). Переклад з іспанської: Микола Лукаш; передмова: Григорій Кочур. Харків: Фоліо, Київ: Інститут літератури ім. Т. Г. Шевченка НАН України. 2008. 479 стор. (Бібліотека світової літератури). ISBN 978-966-03-4148-7
    - Мігель де Сервантес Сааведра. Премудрий Гідальго Дон Кіхот з Ламанчі (у 2-ох частинах, частина 2). Переклад з іспанської: Микола Лукаш (Анатоль Перепадя переклав розділи XXI—XXXV, LXI—LXXIV); передмова: Григорій Кочур. Харків: Фоліо, Київ: Інститут літератури ім. Т. Г. Шевченка НАН України. 2008. 478 стор. (Бібліотека світової літератури). ISBN 978-966-03-4149-4

Переклад Миколи Лукаша та Євгена Тарнавського
- Мігель де Сервантес Сааведра. Премудрий Гідальго Дон Кіхот з Ламанчі (у 2-ох частинах). Харків: Фоліо. 2017. (Бібліотека світової літератури).
  - Мігель де Сервантес Сааведра. Премудрий Гідальго Дон Кіхот з Ламанчі (у 2-ох частинах, частина 1). Переклад з іспанської: Микола Лукаш. Харків: Фоліо. 2017. 512 стор. ISBN 978-966-03-7735-6
    - (перевидання) Мігель де Сервантес Сааведра. Премудрий Гідальго Дон Кіхот з Ламанчі (у 2-ох частинах, частина 1). Переклад з іспанської: Микола Лукаш. Харків: Фоліо. 2019. 512 стор. ISBN 978-966-03-7732-5

  - Мігель де Сервантес Сааведра. Премудрий Гідальго Дон Кіхот з Ламанчі (у 2-ох частинах, частина 2). Переклад з іспанської: Микола Лукаш (Євген Тарнавський переклав розділи XXI—XXXV, LXI—LXXIV). Харків: Фоліо. 2017. 512 стор. ISBN 978-966-03-7738-7
    - (перевидання) Мігель де Сервантес Сааведра. Премудрий Гідальго Дон Кіхот з Ламанчі (у 2-ох частинах, частина 2). Переклад з іспанської: Микола Лукаш (Євген Тарнавський переклав розділи XXI—XXXV, LXI—LXXIV). Харків: Фоліо. 2019. 512 стор. ISBN 978-966-03-7733-2